# 더 핀
더 핀(영어: The Finnn)은 대한민국의 록 밴드이다. 처음에는 임장현 원맨 밴드 형식이었으나 2011년 기타리스트 이향익을 영입한 후 2인조 밴드로 활동을 시작하였다. 2012년 1월 30일, 기타리스트 이향익의 교통사고로 인해 활동중지 및 잠정해체상태로 오랜 기간 소식이 없었다.
2017년 8월 11일, 6년만에 새로운 싱글 앨범 '댄서와의 연애'를 발매하며 원맨밴드로의 컴백을 알렸다. 2018년 3월 11일 임장현은 밴드의 3번째 정규앨범 '19860205'를 발표하며 은퇴를 알렸다.

## 구성원
- 임장현 - 보컬, 기타

## 음반

### 정규 앨범
- 2010년 8월 30일 - Beatles Over Zeppelin
- 2011년 10월 4일 - 올해의 앨범
- 2018년 3월 11일 - 19860205

### 디지털 싱글
- 2011년 9월 19일 - 26
- 2017년 8월 11일 - 댄서와의 연애